# 紫巾山蜂鸟
，是雨燕目蜂鸟科的一种鸟类。
紫巾山蜂鸟体重约8.2克，翼长约73.8毫米，嘴峰长约24.4毫米，喙宽度约2.6毫米，喙厚度约2.2毫米，跗蹠长约7.3毫米，尾长约49.4毫米。紫巾山蜂鸟在其分布区内为留鸟，其栖息在开放的草原环境中，食性为草食性，主要食物来源是植物的花蜜。

## 亚种
- ：分布于安第斯山脉从哥伦比亚最南部（纳里尼奥南部）至厄瓜多尔南部（南至阿苏艾）。
- ：分布于厄瓜多尔中部的钦博拉索山，基洛托阿火山可能也有。[4]